# ミゲル・ゴメス＝マルティネス
ミゲル・アンヘル・ゴメス＝マルティネス（Miguel Ángel Gómez Martínez、1949年9月17日 - 2024年8月4日）は、スペインの指揮者。

## 経歴
1949年、グラナダ生まれ。母親の早期教育により、5歳でグラナダ音楽院の入学試験を受けたり、７歳で地元グラナダの市民音楽隊を指揮するなどの早熟ぶりを見せた。その後マドリード音楽院に進学し、13歳でピアノ、14歳で和声法を学ぶ。フアン・マルシュ奨学金を受けてウィーンに留学し、ハンス・スワロフスキーやカール・エステルライヒャーらの下で指揮法を学び、1974年にマドリード音楽院を卒業した。
在学期間中の1971年にニコライ・マルコ国際指揮者コンクールに入賞し、その翌年にはルツェルンで指揮者として初舞台を踏み、1973年にはベルリン・ドイツ・オペラで《フィデリオ》を指揮している。
卒業後は欧米の主要な歌劇場やオーケストラに客演して経験を重ね、1984年から1987年までスペイン放送交響楽団の首席指揮者、1985年から1991年までマドリード歌劇場の芸術監督、1989年から1993年までバスク国立管弦楽団の首席指揮者、1990年から1993年までマンハイム国立歌劇場の音楽総監督、1992年から2000年までハンブルク・フィルハーモニー管弦楽団の首席指揮者、1993年から1996年までフィンランド国立歌劇場の首席指揮者、1997年から2004年までバレンシア管弦楽団の首席指揮者、2000年から2004年までベルン劇場の首席指揮者を歴任し、2004年から翌年までマンハイム国立歌劇場の音楽監督に再任された。
2004年からは国際青年オーケストラ・アカデミーを主宰している。
2024年8月4日、入院後にマラガで死去。74歳没。